# مسجد امام حسن عسکری آمل
مسجد امام حسن عسگری یکی از مساجد قدیمی در شهر آمل است.

## تاریخچه
کهن‌ترین مسجد آمل و کهن‌ترین حوزه علمیه ایران است. سازمان میراث فرهنگی تاریخ بنای این مسجد را سال ۱۴۰هـ ق می‌دانند. بنای اصلی آن متعلق به قرن سوم قمری است و گلدسته هشت ضلعی با بامی سفالین زیبا ساخته شده که بر فراز مسجد واقع است متعلق به قرن ششم هجری قمری است. در برخی منابع نام این مسجد مسجد امام حسن آمده و برخی معتقدند که کلمه عسگری بعدها به آن اضافه شده‌است؛ و در برخی منابع آمده که امام حسن عسگری در این مسجد نماز گزارده و نام مسجد به نام او گردیده‌است. این مسجد در پایین بازار آمل واقع است. موضوع ورود امام حسن عسگری به مازندران هنوز مورد تردید است. احتمالاً این مسجد توسط ناصرالحق اطروش ساخته شده‌است. ناصر کبیر اسمش حسن بود و از آنجایی که ناصر فرمانروایی مذهبی بود مردم او را امام می‌نامیدند و این مسجد به نام اوست که بعدها کلمه عسگری به آن اضافه شده‌است. ناصر کبیر مسجد رادر قرن سوم هجری قمری ساخته‌است، در بیشتر منابع و دیدگاه‌های مردم یاد شده که به این مکان امام حسن عسگری امده‌است.